# Mira Partecke
Mira Partecke (* 18. März 1971 in Hamburg) ist eine deutsche Schauspielerin und Hörspielsprecherin.

## Leben
Nach ihrer Ausbildung bis 1996 an der Schauspielschule Bochum  debütierte Mira Partecke 1995 am Berliner Ensemble, wo sie bis 1998 engagiert war. Danach freischaffend tätig, gastierte sie unter anderem am Schauspiel Hannover, am Schauspielhaus Zürich, in Hamburg auf Kampnagel und an den Münchner Kammerspielen. Seit 2004 hat sie einen Festvertrag an der Volksbühne Berlin, aber auch immer wieder Stückverträge an anderen Bühnen, darunter das Schauspiel Frankfurt, das Theater Basel, das Zürcher Theater am Neumarkt und das Burgtheater in Wien.
Unter der Regie von Christina Paulhofer, Karin Henkel, Christoph Schlingensief, René Pollesch, Frank Castorf oder Christoph Marthaler spielte Partecke unter anderem in Der Marquis von Keith von Frank Wedekind, Schuld und Sühne von Fjodor Dostojewski, Drei Schwestern von Anton Tschechow oder Leben des Galilei von Bertolt Brecht.
Seit 2007 arbeitet Partecke auch vor der Kamera, erstmals in der Tragikomödie Der Letzte macht das Licht aus! von Clemens Schönborn. 2010 verkörperte sie die Titelfigur in Tatjana Turanskyjs Drama Eine flexible Frau. Hierfür wurde sie beim Internationalen Filmfest Oldenburg mit dem German Independence Award-Ehrenpreis ausgezeichnet und war für den Publikumspreis nominiert. Seit 2019 ist sie in der Comedyserie Frau Jordan stellt gleich zu sehen.
Daneben ist Partecke auch umfangreich als Hörspielsprecherin in Produktionen verschiedener deutscher Rundfunkanstalten tätig.
Die Schauspielerin lebt in Berlin.

## Filmografie (Auswahl)
- 2007: Der Letzte macht das Licht aus!
- 2009: Alle anderen
- 2009: Eine Kirche der Angst vor dem Fremden in mir
- 2010: Eine flexible Frau
- 2010: Elf Onkel
- 2011: Arschkalt
- 2011: Das traurige Leben der Gloria S.
- 2012: Tatort – Ordnung im Lot
- 2013: Die Erfindung der Liebe
- 2014: Top Girl oder La Déformation Professionelle
- 2017: Axolotl Overkill
- 2017: Somewhere in Tonga
- 2019: Golden Twenties (Regie: Sophie Kluge)
- seit 2019: Frau Jordan stellt gleich (Fernsehserie)
- 2022: SOKO Köln (Fernsehserie, Folge Fetter Fang)

## Hörspiele (Auswahl)
- 1998: Bogumil, Riese, sucht… – Autorin: Melanie Peter – Regie: Wolfgang Rindfleisch
- 2000: Crazy Times – Die Tagebücher des Nick Twisp – Autor: C. D. Payne – Regie: Oliver Sturm
- 2003: Bellas Briefe – Autor: Hans Zimmer – Regie: Karlheinz Liefers
- 2005: Der Entenkönig – Autor: Kai Schmidt – Regie: Oliver Sturm
- 2006: Die Stunde des Metronoms – Autorin: Almut Tina Schmidt – Regie: Susanne Krings
- 2007: Der Aufstand in den Sinnscheiße-Bergwerken – Autor: Matthias Schamp – Regie: Beate Andres
- 2007: Tote aus Papier – Autorin: Alicia Giménez-Bartlett – Regie: Leonhard Koppelmann
- 2008: Olga La Fong – Autor: Eugen Egner – Regie: Annette Berger
- 2010: Shooting – Autorin und Regie: Beate Andres
- 2011: Watchdog – Autorin: Sabine Stein – Regie: Judith Lorentz
- 2012: 7 Meter in 12 Minuten – Autorin: Mari Brown – Regie: Martin Zylka
- 2013: Das Zimmermädchen – Autor: Markus Orths – Regie: Alice Elstner
- 2014: Nilowsky – Autor: Torsten Schulz – Regie: Judith Lorentz
- 2015: Die Landschaft – Autor: Eugen Egner – Regie: Thom Kubli
- 2015: Schalltot oder lebendig – Autor: Hermann Bohlen – Regie: Judith Lorentz
- 2016: Hool – Autor: Philipp Winkler – Regie: Gerrit Booms
- 2016: Schon Zeit – Autorin: Juliane Stadelmann – Regie: Petra Feldhoff
- 2017: Schweine-Heinz – Autor: Hermann Bohlen – Regie: Judith Lorentz und Hermann Bohlen
- 2018: Vater Goriot – Autor: Honoré de Balzac – Regie: Judith Lorentz
- 2018: Der Unbesiegbare – Autor: Stanisław Lem – Regie: Oliver Sturm
- 2019: Der fünfte Engel – Autor und Regie: Volker Präkelt